# Makedonski Telekom
Makedonski Telekom AD (em macedônio/macedónio:  Македонски Телеком АД) é uma empresa de telecomunicações na Macedônia do Norte com sede em Escópia. Faz parte do grupo Magyar Telekom, que é uma subsidiária totalmente consolidada do grupo internacional Deutsche Telekom.
Oferece uma variedade de serviços de telecomunicações e entretenimento, como serviços telefônicos, uma gama de serviços de acesso à internet incluindo internet de banda larga, produtos de entretenimento IPTV e opera a rede telefônica nacional.
Makedonski Telekom tem estado presente tanto na lista das empresas mais bem-sucedidas quanto na lista das maiores empresas, e foi classificada entre as 10 melhores empresas na Macedônia do Norte.

## História

### Formação da Makedonski Telekomunikacii
AD Makedonski Telekomunikacii foi introduzida em 1 de janeiro de 1997 como uma empresa estatal independente dos Correios. A antecessora da Empresa, que fornecia serviços de telecomunicações, postais, bancários e outros na República da Macedônia (agora Macedônia do Norte) sob o nome PTT Makedonija, foi dividida em duas entidades legais: AD Makedonski Telekomunikacii e AD Makedonski Posti. Isso resultou na separação das operações postais das de telecomunicações e telegrafia, bem como na separação dos ativos e passivos relevantes. Em março de 1998, a empresa foi registrada como uma Sociedade Anônima de propriedade pública para se preparar para a privatização.

### Privatização
A privatização ocorreu em 15 de janeiro de 2001, quando o Governo da República da Macedônia e um consórcio liderado pelo provedor de telecomunicações húngaro Matav assinaram um contrato para a aquisição das ações da Makedonski Telekomunikacii, pelo qual a Matav entrou no registro de acionistas da Makedonski Telekomunikacii como proprietária de 51% das ações, tornando-se assim a proprietária dominante da empresa. Desde outubro de 2008, o governo ainda detém uma participação nas ações da empresa diretamente.
Em 1 de junho de 2001, um provedor de telefonia móvel, T-Mobile Macedonia (anteriormente Mobimak), começou a funcionar como uma entidade legal separada (empresa subsidiária).

### Rebranding
Em 1 de maio de 2008, a AD Makedonski Telekomunikacii tornou-se oficialmente parte da família global da Deutsche Telekom, adotando a nova marca "T". A partir dessa data, a empresa passou a operar como uma entidade legal sob o nome Makedonski Telekom, Sociedade Anônima para Comunicações Eletrônicas – Skopje, ou sob o nome abreviado, Makedonski Telekom AD – Skopje. Com a implementação da marca "T", que abrangia as duas sub-marcas agora terminadas T-Home e T-Mobile, a Makedonski Telekom adotou a identidade corporativa e o design do Grupo Deutsche Telekom, lançando no mercado uma série de novos produtos e serviços, entre os quais as atraentes ofertas Double Play e Triple Play.

### Consolidação e término da T-Mobile e T-Home (julho–setembro de 2015)
A partir de 1 de julho, a Makedonski Telekom e a T-Mobile Macedonia tornaram-se oficialmente uma única empresa. A Resolução foi adotada na Assembleia de Acionistas realizada em 17 de junho, com a aceitação do Acordo de Adesão.
A partir de 1 de julho, a T-Mobile Macedonia deixou de existir como entidade legal, sendo que todos os funcionários, assim como todos os ativos e passivos, foram assumidos pela Makedonski Telekom.
Em 3 de setembro de 2015, a Makedonski Telekom anunciou que a empresa encerraria as duas marcas de produtos T-Home e T-Mobile e introduziria uma única marca – Telekom, sob a qual a empresa continuaria a oferecer todo o seu portfólio de serviços destinados a clientes consumidores e empresariais.

## Linhas de negócio
A Makedonski Telekom é a operadora dominante de linhas fixas e móveis no mercado da Macedônia do Norte; também atua como provedora de serviços de Internet e como provedora de serviços integrados de telecomunicações e entretenimento. Oferecendo serviços de comunicação e conteúdos de entretenimento para garantir suas receitas futuras, a empresa também está melhorando a competitividade na Macedônia do Norte, bem como o crescimento dos serviços móveis e de banda larga em nível nacional.

### Operadora de linha móvel
A empresa está ativa no negócio de telefonia móvel desde setembro de 1996, quando foi introduzida como MobiMak, sendo a primeira operadora móvel GSM na República da Macedônia. Foi comprada pela Deutsche Telekom e, em 2006, mudou seu nome para Т-Mobile. Em 2015, mudou seu nome para Makedonski Telekom, sincronizando-se com outros membros do grupo Deutsche Telekom.
A rede cobre 99,9% da população e mais de 98,5% do território da Macedônia do Norte.
A Telekom foi a primeira empresa de telecomunicações no país a introduzir 4G LTE, GPRS, EDGE e vários serviços de internet e móveis convergentes.
Os prefixos que a Makedonski Telekom utiliza são:
070 (+389 70);
071 (+389 71);
072 (+389 72).
Em 28 de março de 2024, a Makedonski Telekom anunciou através de suas redes sociais que, até o final de abril de 2024, a rede 3G será desativada para utilizar o potencial de melhor conectividade, maiores velocidades, melhor qualidade de serviço para os usuários e maior eficiência energética.

### Operadora de linha fixa
A empresa fornece serviços de linha fixa através de VoIP e possui vários planos.
Todo o equipamento fixo analógico foi desligado e transferido para VoIP baseado em ADSL, tornando a Macedônia do Norte um dos primeiros países a transferir-se para um sistema de telefonia fixa completamente digital. Considerando que os telefones fixos são amplamente ignorados e pouco utilizados, isso permitiu à Telekom reduzir seus custos de manutenção da antiga tecnologia analógica e fornecer chamadas mais baratas por meio do antigo meio (principalmente chamadas ilimitadas nacionais na maioria de suas ofertas de 2 play e 3 play, e algumas permissões de chamadas internacionais gratuitas nos níveis mais altos).

### Provedora de internet
A Telekom oferece um portfólio de serviços baseados em protocolo de Internet, serviços de comunicação de dados, venda e aluguel de equipamentos, e serviços de integração de sistemas. A Makedonski Telekom se empenha em modernizar sua rede e alcançar um alto nível tecnológico. A modernização da infraestrutura de rede com a implementação de cabos ópticos até os usuários finais, conhecida como fibra até a residência (FTTH), é um dos principais focos. Até o final de 2012, 88.068 residências foram conectadas por FTTH, e 12.333 foram conectadas à fibra óptica em várias cidades importantes, como Escópia, Kumanovo, Stip, Strumica, Ohrid e Gostivar. Em novembro de 2011, a Makedonski Telekom iniciou um projeto de modernização da rede através de uma nova plataforma multimídia totalmente baseada na Internet de nova geração. A Plataforma IMS é usada para a provisão de VoIP como parte dos serviços 2Play e 3Play e como base para a migração da rede PSTN para a rede totalmente IP. Em menos de nove meses, de novembro de 2011 a junho de 2012, 100.000 usuários da Telekom já utilizavam a nova plataforma, ou seja, foram migrados para ela. Esta plataforma substitui as centrais telefônicas digitais existentes e é uma preparação para os serviços de nova geração e as possibilidades de comunicação ilimitadas oferecidas pela Internet. Em fevereiro de 2014, a Deutsche Telekom revelou que sua subsidiária Makedonski Telekom havia se tornado a primeira operadora europeia incumbente a converter sua infraestrutura PSTN para uma rede totalmente IP. Foram necessários pouco mais de dois anos para que todas as 290.000 linhas fixas fossem migradas para a nova plataforma. O investimento de capital no valor de 14 milhões de euros torna a Macedônia do Norte o primeiro país no Sudeste da Europa cuja rede será totalmente baseada em protocolo de Internet.

### Televisão IP
A IPTV da Telekom foi lançada em novembro de 2008 com a marca MaxTV, sendo a primeira oferta de TV digital para clientes na República da Macedônia. A MaxTV oferece mais de 150 canais de TV (HD/SD) e serviços interativos via a plataforma IPTV. A MaxTV é usada por quase 100.000 residências.

## Portais Web
O primeiro portal web, projetado pela MTnet (antigo provedor de serviços de Internet da Makedonski Telekom), foi lançado em 7 de dezembro de 1999. Na época, era uma combinação de produto MTnet e portal de conteúdo geral da Internet. Foi o primeiro portal desse tipo, oferecendo principalmente notícias e informações atualizadas diariamente para os usuários de Internet na República da Macedônia.
IDIVIDI (www.idividi.com.mk), como marca, foi lançado em fevereiro de 2004, introduzindo novos tipos de conteúdo e adicionando funcionalidades relacionadas à publicação de conteúdo e interação com os visitantes. Os tópicos incluem Notícias Mundiais/Nacionais, Informações de Negócios, Esportes, Estilo, Diversão, Saúde, Tecnologia. Em 2008, o IDIVIDI tinha uma média de 35.000 visitantes diários e alcançava um pico de 60.000 visitantes diários. O IDIVIDI publica 200 notícias diárias.
O portal também fornece serviços: Dicionário em 10 idiomas; Anúncios classificados; Cartões eletrônicos; Serviço de bate-papo online; Comunidade de fóruns; Download de software de várias categorias; Cursos educativos online (Edukacija); Informações de serviço diárias; Notícias de jornais diários e mídia eletrônica (IDIVIDI media); Câmeras ao vivo 24 horas.
Sob o domínio IDIVIDI, há alguns outros portais: Portal para conteúdo gerado pelo usuário (Moe video); Portal da comunidade de jogos online (Maxarena).

## Escândalo de escutas telefônicas e consequências
Um grande escândalo de escutas telefônicas abalou a República da Macedônia em 2015.
Altos políticos e funcionários da Agência de Segurança e Contraespionagem foram acusados de abuso de poder.
A Promotoria Especial Macedônia declarou que a Makedonski Telekom não cooperou com a investigação.
Na sequência, a Deutsche Telekom ordenou que a Magyar Telekom realizasse uma investigação interna. Os resultados da investigação interna não foram divulgados.